# Кожокару
Кожокару (рум. Cojocaru) — село у повіті Димбовіца в Румунії. Входить до складу комуни Могошань.
Село розташоване на відстані 63 км на північний захід від Бухареста, 26 км на південь від Тирговіште, 131 км на схід від Крайови, 108 км на південь від Брашова.

## Населення
За даними перепису населення 2002 року у селі проживали 835 осіб, з них 834 особи (99,9%) румунів. Усі жителі села рідною мовою назвали румунську.